# Juan José Navarro
Juan José Navarro de Viana y Búfalo (Messina, 30 novembre 1678 – Isla de León, 5 febbraio 1772) è stato un ammiraglio spagnolo.
Arruolatosi giovanissimo nel Tercio Fijo de Nápoles, alla morte del padre ereditò il titolo di Visconte di Viana. Combatte durante la Guerra di successione spagnola, nella Guerra della Quadruplice Alleanza, nella Guerra anglo-spagnola (1739-1742) e in quella di successione austriaca, dove fu uno dei vincitori della Battaglia di Tolone avvenuta il 22 febbraio 1744. In seguito al tale vittoria fu nominato 1º Marchese della Vittoria, e nel 1750 Capitano generale della Real Armada Española. Re Carlo III lo nominò Cavaliere di Gran Croce del Reale Ordine di San Gennaro. È ricordato anche come autore di numerosi testi di carattere marittimo, tra i quali i tre volumi della Teórica y práctica de la maniobra de los navios con sus evoluciones e El capitan de navio de guerra instruido en las ciencias y obligacion de su empleo.

## Biografia
Nacque a Messina il 30 novembre 1678,  figlio di Ignacio e Livia Búfalo. Iniziò la sua carriera militare prima del compimento degli otto anni, in seno al Tercio Fijo de Nápoles, passando poi al Tercio Viejo de la Mar de Nápoles,   dove serviva anche il padre. Il 17 marzo 1698 il Viceré di Sicilia, Duca di Veragua, gli concesse la licenza di trasferirsi nel Ducato di Milano in qualità di cadetto della compagnia di Don Alonso de Vivar, entrando in servizio il 9 settembre dello stesso anno.

### La guerra di successione spagnola
Alla morte di Carlo II ricopriva il grado di Alferez, e con lo scoppio della Guerra di successione spagnola fu impegnato in azione.  Nella battaglia combattuta contro i piemontesi al comando del conte di Parella, fu ferito e fatto prigioniero. Nel 1707 le truppe spagnole evacuarono il conteso territorio milanese,   ed insieme con il suo battaglione egli si trasferì  a Valencia (Spagna).   Nel 1708, insieme al padre e al fratello prese parte alla spedizione di soccorso di Orano salpata da Cartagena al comando del Marchese di Valdecañas.  Già considerato esperto in fortificazioni, fu incaricato dal Marchese di ispezionare e rafforzare le difese di Orano. Alla morte del fratello Ramón,   e in seguito alla cattura del padre, assunse il comando della compagnia, partecipando nel 1709 alla conquista delle città di Alicante e di Valencia, distinguendosi anche nella conquista del castello di Miravete, vicino a Tortosa. Si distinse anche durante la battaglia di Peñalba  (15 agosto 1707), ma durante le sfortunate giornate di Almenar e di Saragozza fu uno dei 600 circa ufficiali fatti prigionieri dal conte Guido von Starhemberg, luogotenente del principe Eugenio di Savoia, che, con tale vittoria, credeva di avere assicurato all'arciduca Carlo la corona di Spagna.
Dopo la firma del trattato di Utrecht divenne capitano effettivo, assumendo la proprietà della compagnia del padre, partecipando alla repressione della rivolta della Catalogna  al comando di una compagnia di granatieri. Prese parte a dodici combattimenti, distinguendosi sul Colle di Argentera, come testimoniato dal suo comandante Juan de Carvajal, così come al castello di Arbiol e nelle azioni di Montblanc, Montroig e della Selva.   Come premio ricevette la proprietà della compagnia di granatieri.

### Il passaggio nella Real Armada
Trovandosi di guarnigione a Tarifa,   entrò nella Real Armada l'11 maggio 1717 con il grado di Alferez, ricevuto per la sua conoscenza della matematica e per la sua formazione militare. Ricevette l'incarico di comandante-istruttore della nuova compagnia dei guardiamarinas, impiegata come unità militare a terra o sulle navi della flotta. La prima azione cui partecipò la neocostituita compagnia dei guardiamarina, imbarcata sulle navi della squadra al comando del Marchese di Mari, fu la conquista di Cagliari (Sardegna), spedizione diretta dal Marchese di Lede.
Pur essendo pronto ad essere promosso capitano per ricoprire l'incarico di alfiere della compagnia dei guardiamarina, continuò ad esercitare l'incarico con il grado di tenente colonnello  dell'esercito, appena conferitogli.
Promosso al nuovo grado si dedicò intensamente all'attività di scrittore, e nel 1723 pubblicò un primo libro sulle tattiche navali, Arte de las armadas navales. L'anno seguente terminò il primo volume della La teoría y práctica de la maniobra, che dedicò al figlio del re Filippo V, Luigi asceso al trono di recente.  Redasse anche un codice di segnalazione per governare i movimenti della squadra navale. Nel 1725 pubblicò a Cadice il testo El Capitán de Navío de guerra instruido en las ciencias y obligaciones de su empleo dedicandolo al ministro José Patiño Rosales, suo protettore ed amico. 
Elevato al grado di capitano di fregata il 28 marzo 1728,  divenne capitano di vascello il 17 marzo 1729, assumemdo il comando del vascello da 64 cannoni San Fernando. La sua amicizia con la famiglia reale suscitò l'invidia di molte alte personalità del regno, tra cui il suo amico Patiño, che per allontanarlo dalla corte lo mandò in America come comandante di una squadra di galeoni. 
Nel 1732, al comando del vascello Castilla,  prese parte in seno alla squadra navale al comando di Francisco Javier Cornejo,  alla spedizione contro Orano, voluta dal Duca di Montemar.   Sulla sua nave si imbarcò anche il generale Marchese de Santa Cruz de Marcenado,  con il quale contrasse una intensa e vera amicizia, al pari di quella intrattenuta con il tenente generale Nicolás de Carvajal y Lancaster,  marchese di Sarria Lui e Santa Cruz furono i primi a toccare terra, e una volta attestate le truppe egli ritornò a bordo della nave da dove diresse il fuoco d'artiglieria contro le truppe algerine che stavano sopraggiungendo.  In seguito diresse i lavori di ricostruzione delle opere difensive, assicurando con i vascelli Castilla e  “San Fernando”, la copertura navale alla guarnigione, il servizio di guardia costiera e le comunicazioni sicure con Cartagena.
Morto Patiño nel 1737 fu promosso jefe de escuadra. Riprese a scrivere dando alle stampe il secondo volume sull'arte manovriera, intitolato Práctica de la maniobra, oltre a un profondo studio dei decreti e delle ordinanze, redigendo un primo progetto di riforma che nel 1748 fu pubblicato a cura di Joaquín Aguirre y Oquendo. Nel 1740 venne ammesso nella prestigiosa Real Academia Española.

### La Guerra del Asiento
Nel 1739, allo scoppio delle ostilità contro l'Inghilterra,   ottenne il comando della squadra di Cadice, operando in Atlantico per raggiungere El Ferrol, dove si riunì alle navi della squadra di Ignacio Dautevil, e ritornando successivamente a Cadice.  La prima operazione si concluse senza alcun contatto con il nemico, in quanto l'ammiraglio inglese Nicholas Haddock, temendo un attacco su Minorca, si era portato alle Baleari per la difesa. Con le sue quindici navi, di cui sei erano vascelli da guerra, mentre gli altri nove erano mercantili della linea delle Indie, armati per la circostanza, ricevuto l'ordine di salpare per Barcellona, dove si stava allestendo un convoglio di trasporto truppe, destinato a portare in soccorso in Italia al duca di Montemar,  di fronte a Cartagena, il 19 dicembre 1741, si ricongiunse con la squadra navale francese al comando dell'ammiraglio de Court de La Bruyère.  Le navi francesi erano già fronteggiate da una squadra inglese in attesa del momento propizio per lanciare l'attacco. La Bruyère dichiarò che non poteva unirsi agli immediatamente agli spagnoli, interposto com'era tra le due formazioni, ma in caso di attacco inglese le navi francesi si sarebbero unite a quelle spagnole.
Il 22 dicembre si scatenò un violento temporale all'altezza di Ibiza,  che abbatte l'albero maestro dalla nave ammiraglia spagnola, tanto che le due squadre navali dovettero rientrare a Barcellona per le riparazioni il 4 gennaio 1742.  dieci giorni dopo le due squadre salparono alla volta della Toscana, con un convoglio di 52 navi. Un'altra tempesta colpi le navi franco-spagnole, tanto che la sua nave ammiraglia, il vascello da 112 cannoni Real Felipe arrivò a Hyères in pessime condizioni. Impossibilitati a sbarcare i soldati a Orbetello, come previsto, essi presero terra a Genova.  Le navi franco-spagnole incapparono in una nuova tempesta fuori Genova, e dovettero rientrare in porto in attesa del miglioramento delle condizioni meteorologiche.
Il 24 gennaio 1742 le navi raggiunsero in porto di Tolone, dove furono bloccate per diciotto mesi da una squadra inglese al comando dell'ammiraglio Haddock, forte di 29 navi, salite successivamente a 33 con l'arrivo di quelle al comando del viceammiraglio Thomas Mathews. La squadra inglese stabilì la propria base operativa a Hyères, da dove partiva per compiere incursioni sulle coste spagnole e contro Genova. Pur in inferiorità numerica la squadra franco-spagnola salpò da Tolone attaccando la squadra inglese presso Battaglia di Tolone il 22 febbraio 1744,  ottennedo una parziale vittoria in quanto, pur in superiorità numerica, Mathews preferì ritirarsi. Durante il combattimento egli fu ferito alla gamba destra e alla testa, ma per la vittoria conseguita fu promosso Tenente generale, e il 24 marzo 1744 il titolo nobiliare di Marchese della Vittoria.
La squadra franco-spagnola raggiunse Cartagena, da dove quella spagnola iniziò ad operare contro il traffico inglese fino a che una squadra al comando dell'ammiraglio William Rowley, forte di 21 navi, pose il blocco al porto di Cartagena. 
Il 27 marzo 1746 presentò un grandioso progetto di riforma dell'arsenale di Cartagena che fu presentato al governo, il quale ordinò la costituzione di un'apposita commissione di studio. Il 1 marzo 1748 lasciò il comando della squadra navale e l'incarico di comandante generale del dipartimento.  L'8 novembre dello stesso anno l'Ammiragliato fu soppresso.

### Capitán general della Real Armada
Il 15 marzo del 1750 fu nominato Capitano generale del dipartimento di Cadice e direttore generale della Real Armada. Sei anni dopo terminò di scrivere il Diccionario demostrativo de la configuración y anatomía de toda arquitectura naval moderna.
Nel 1759, alzando la sua insegna sul vascello da 112 cannoni Real Fénix, ed al comando di una squadra di 20 navi scortò da Napoli in Spagna il nuovo re, Carlo III. Durante questo viaggio fu messo in pratica per la prima volta il codice di segnalazione che egli stesso aveva ideato nel 1736. Il re, in ricordo del suo viaggio, gli regalò un bastone di comando d'oro e lo nominò Comandante in capo della Marina il 13 dicembre dello stesso anno. Mentre era al timone della chiatta reale, il re lo invitò a coprirsi il capo, ma egli, in segno di rispetto non volle farlo, e il re lo ringraziò donandogli la chiatta appena questa fu ormeggiata al molo di Barcellona. Il 3 ottobre 1759 Carlo III lo insignì dell'Ordine di San Gennaro. Nel 1761 sottopose al re una serie di interessantissime osservazioni raggruppate sotto il titolo di Discursos y diferentes puntos, particularmente sobre la Marina..., discursos políticos para el fomento y esplendor de España, mentre nel 1765 pubblicò a cadice il “Código de Señales”. Nel 1765, ormai in età avanzata, comandò una squadra di nove navi che doveva scortare la principessa María Luisa di Borbone che andava sposa dell'arciduca Leopoldo, mentre al ritornò trasportò la principessa Maria Luisa di Borbone-Parma, che sarebbe diventata regina di Spagna. 
Al comando dell'Armada si adoperò per aumentare gli numero degli effettivi, quello dei vascelli a tre ponti e dei battaglioni di guardiamarina, creando anche il corpo degli invalidi per ragioni di servizio il 30 aprile 1767. Caduto ammalato il 25 dicembre 1771, sembrò riprendersi arrivando a firmare la corrispondenza, ma le condizioni fisiche peggiorarono rapidamente per una erisipela che si trasformò in gangrena. Si spense sull'Isla de León, dove aveva voluto che fosse trasferitò il comando della Marina, il 5 febbraio 1772.

## Pubblicazioni
- Arte de las armadas navales o Tratado de las evoluciones, pubblicato in francese da P. Hoste; tradotto in castellano D. J. J. N. nel 1723.[15]
- Teórica y práctica de la maniobra de los navios con sus evoluciones, tre volumi, 1724.
- El capitan de navio de guerra instruido en las ciencias y obligacion de su empleo, 1725.
- Práctica de la maniobra, 1729.[15]
- Diario de la campaña de Oran, en que iba mandando el navío Castilla, 1732.[15]
- Escuela teórica y práctica de la marina, dividida en va rios tomos, Tomo 1, 1739.[15]
- Plan de Ordenanzas militares de marina, 1739.[15]
- Vocabulario para el perfecto uso de las voces y manejo de las maniobras en los navios del Rey, in due volumi, 1740.[72]
- Carta que escribe el P. Juan del Olvido, (seudónimo) mínimo piloto y matemático, al Rmo. P. Fr. José Arias Miravete, lector de filosofía, impugnándole su Preciosa Margarita. Impreso en Cádiz, 1740.[73]
- Diario de navegacion de la escuadra del mando del mismo Sr. Navarro, desde 1741 hasta 1744.[73]
- Cario con fecha 19 de marzo de 1744 al mariscal de campo D. José Marin , refutando la relacion inserta en la Gaceta de Madrid sobre el mismo combate, comunicada por un jesuíta que iba con el general de la escuadra francesa.[73]
- Carta, contestando á Real orden de 27 de marzo de 1746 sobre el proyecto de la dársena de Cartagena.[74]
- Relacion y estado general é individual del detalle completo de una armada de mar, dividida en tres escuadras, 1750.[73]
- Disciplinas militar de armadas, 1753.[73]
- Diccionario demostrativo , con la configuracion y anatomía de toda la arquitechtra naval, 1756.[73]
- Plan de señales de dia , que han de observar todos los navios que componen la escuadra de mi mando, Napoli, 1750.[75]
- Discursos y diferentes puntos, particularmente sobre la Marina..., discursos políticos para el fomento y esplendor de España, 1756[75]
- Reglamento de las tripulaciones que deben tener todos los navios del porte de 100 y mas cañones hasta las fragatas de 40 segun su número y calibre, 1762.[75]
- Compendio de instrucciones para el mando de escuadras disciplinadas: nuevas reglas para la práctica de su principales evoluciones, por el método mas exacto, fácil, simple y mas natural para todos les oficiales de la Real armada, 1764.[75]
- Máximas políticas y militares para instruccion de los ge nerales de mar y oficiales que sirven en el cuerpo de la marina, 1764.[75]
- Señales que han de observar y practicar los navios de la presente escuadra del mando del capitan general de la Real armada, Marqués de la Victoria, 1765.[75]